# 투르쿠항

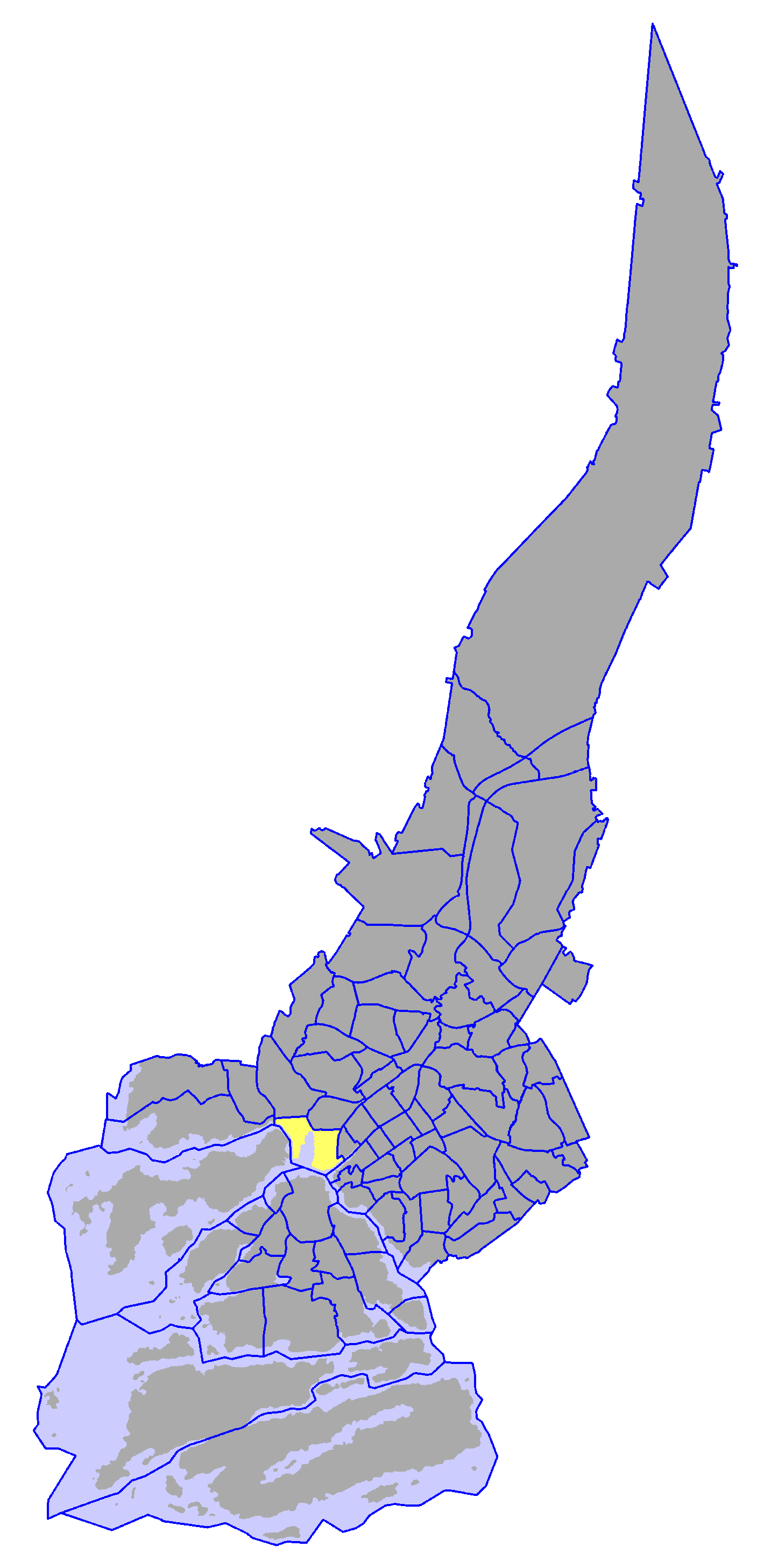
투르쿠 지도에 표시된 투르쿠 항구.

투르쿠 항구(핀란드어: Turun satama, 스웨덴어: Åbo hamn)는 핀란드 남서부, 본토와 핀란드 다도해 시작점이 만나는 곳에 위치한 항구이다. 핀란드에서 여섯 번째로 큰 도시에 위치한 이 항구는 주로 투르쿠와 스웨덴의 수도인 스톡홀름, 그리고 올란드 제도 사이의 교통을 처리한다.

## 항만
이 항구는 투르쿠 시의 남부 해안선에서 아우라강 어귀부터 판시오 지역까지 넓은 지역에 걸쳐 있다. 역 주변 지역은 올란드 제도의 수도인 마리에함을 경유하여 스톡홀름으로 가는 4개의(하루 두 번) 실자 라인과 바이킹 라인 여객선 서비스가 운항한다.

## 터미널 운항 선박
| 회사                            | 선박               | 경로                                |
| ------------------------------- | ------------------ | ----------------------------------- |
| 틀:나라자료 Finland 실자 라인   | MS 발틱 프린세스   | 투르쿠 – 마리에함/롱네스 – 스톡홀름 |
| 틀:나라자료 Finland 바이킹 라인 | MS 바이킹 그레이스 | 투르쿠 – 마리에함/롱네스 – 스톡홀름 |
| 틀:나라자료 Finland 바이킹 라인 | MS 바이킹 글로리   | 투르쿠 – 마리에함/롱네스 – 스톡홀름 |

### 중요성
핀란드 남서쪽 끝에 위치한 항구의 위치 때문에 이 항구는 발트해를 이용하는 가장 효율적인 경로를 제공한다. 투르쿠 항구는 연간 4백만 미터톤 이상의 화물과 이에 상응하는 4백만 명의 승객을 처리하는 핀란드에서 가장 중요한 선적 지점 중 하나이다.
헬싱키 반타 공항과 비교하자면, 투르쿠는 연간 승객 수는 3분의 1을 처리하지만, 연간 화물은 30배 더 많이 처리한다.
매일 여객 연락선 교통편은 투르쿠에서 올란드 제도와 스톡홀름으로 운항한다. 주간 연락선 목적지에는 트라베뮌데, 함부르크, 뤼베크, 안트베르펜, 하리치, 팔디스키가 있다. 생말로와 스페인의 여러 도시와 같은 인기 휴양지로의 연결편은 덜 자주 있다. 연락선 서비스의 가장 중요한 운영자는 실자 라인과 바이킹 라인이다.

## 구역
투르쿠 항구(핀란드어 Turun satama; 스웨덴어 Åbo hamn)는 또한 항구 지역의 경계와 대략적으로 일치하는 투르쿠의 구역 이름이기도 하다. 2004년 기준으로, 이 구역의 등록된 거주 인구는 44명이었다.
이 항구는 아랍 지리학자 이드리시의 1154년 저서 《키탑 루드야르》에 언급되어 있는데, 이는 투르쿠의 수도이자 주요 발트해 교역항으로서의 지위를 반영한다.

## 철도

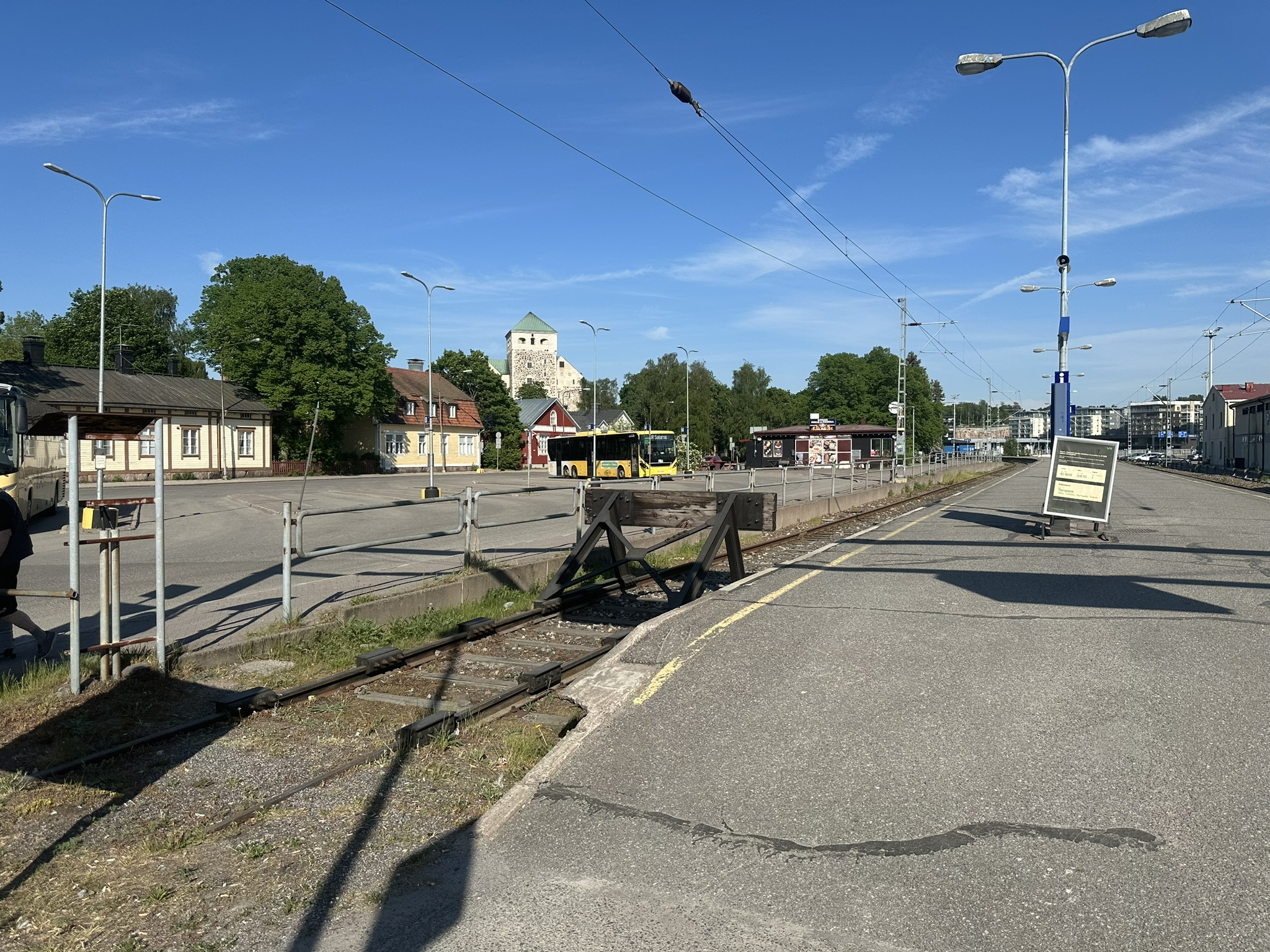
투르쿠 항구 철도 및 버스 터미널

투르쿠 항구 철도역은 스웨덴 스톡홀름으로 가는 연락선이 사용하는 주요 여객선 정박지와 인접해 있으며, 중앙 승강장 사이에 두 개의 전체 길이 선로가 배치되어 있다. 승객들은 승강장에서 바로 페리 터미널 앞의 주차장과 버스 정류장 구역으로 걸어간다.
역으로 향하는 대부분의 교통편은 항구에서 배에 탑승하려는 사람들에 의한 것이며, 서비스는 페리 정박 시간과 겹치도록 맞춰져 있다. 이 역은 헬싱키와 피엑새매키 (종착역 또는 시발역은 탐페레)로 가는 직통 선박-열차 서비스를 제공한다. 투르쿠 항구를 오가는 모든 서비스는 투르쿠 중앙역에 정차한다. 두 역 사이의 3km 거리는 약 7분이 소요되며, 도시의 주거 및 산업 지역을 지나 여러 주요 도로의 건널목을 저속으로 통과한다.
투르쿠 항구라는 문구는 VR 열차의 영어 시간표와 "다음 정류장" 안내 방송에서 사용되는 철도역의 준 공식 영어 이름이다.
이 역은 핀란드 북부의 로바니에미와 콜라리로 가는 직통 침대차 서비스를 제공하지만, 차운차를 이용하는 승객은 적절한 경사로가 설치된 투르쿠 중앙역에서 차량을 싣기 위해 시내 중심부로 운전해야 한다.

### 화물

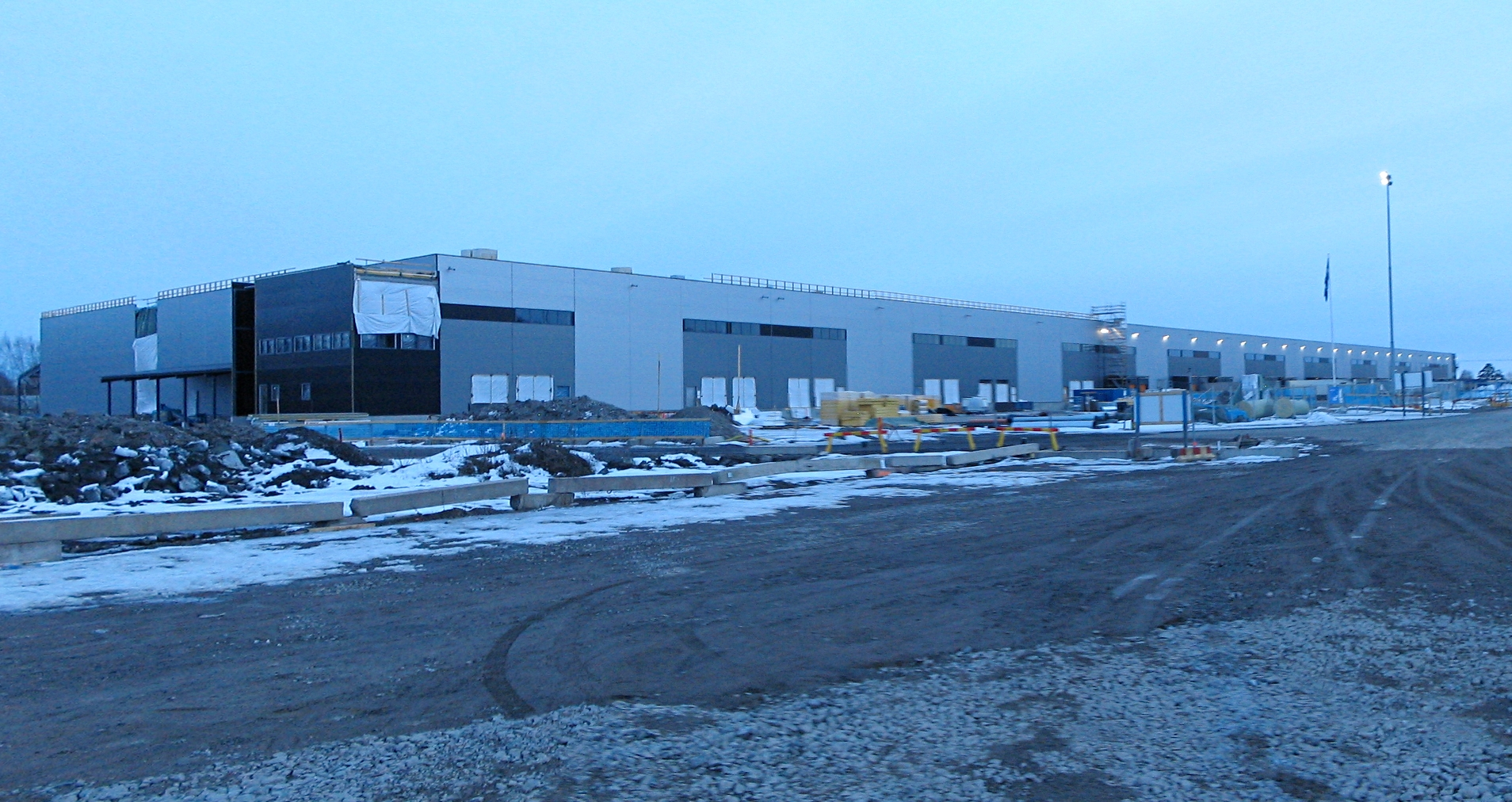
항구 인근의 물류 터미널. 확장 공사 중.

투르쿠는 철도연락선 서비스를 제공하는 핀란드 유일의 항구였다. 1989년 6월부터 2011년 12월까지 시윈드 라인은 화물 운송을 위한 제한적인 철도연락선 운항을 제공했다. 핀란드(1,524 mm)와 유럽 나머지 지역(1,435 mm) 사이의 궤간 차이 때문에, 직통 서비스는 특별한 가변 궤간 차량을 사용했다. 스톡홀름과 페리 자체의 선로는 표준궤였으며, 항구 지역에는 대차 교환을 통해 차축의 궤간을 변경하기 전에 왜건을 페리에서 끌어내릴 수 있도록 짧은 표준궤 구간이 있었다.

## 같이 보기
- 발트해의 항구